# Jazz – gehört und gesehen
Jazz – gehört und gesehen war eine der Präsentation von Jazzmusik gewidmete Sendereihe des Südwestfunks, die von 1955 bis 1972 im ersten Fernsehprogramm der ARD in Deutschland gesendet wurde.

## Geschichte
Joachim-Ernst Berendt produzierte und moderierte die Sendereihe Jazz – gehört und gesehen. Regie führte in den 1960er-Jahren Horst Lippmann.
Die erste Sendung wurde am 11. Januar 1955 gesendet. Mit dabei in der ersten Sendung waren Marianne Lutz-Pastré, Caterina Valente, das Orchester Kurt Edelhagen und die Edelhagen All-Stars. Die Reihe wurde im zweimonatlichen Rhythmus ausgestrahlt und kam bis 1972 auf mehr als 75 Sendungen. Die ersten Folgen waren Live-Produktionen ohne Aufzeichnungen; in den späteren Folgen wurde zunächst auf 35-mm-Film produziert, welcher zu einem späteren Datum ausgestrahlt wurde.
Neben vielen amerikanischen Jazzgrößen wie Louis Armstrong, Duke Ellington, Thelonious Monk, George Lewis, Baden Powell, Carmen McRae, Cannonball Adderley, Miles Davis und dem Dave Brubeck Quartet gastierten in Berendts Sendung auch viele europäische Bands und Musiker, wie die Kenny Clarke/Francy Boland Big Band, das Heinz Sauer Trio (1960) oder Die Deutschen All Stars (Klaus Doldinger, Conny Jackel, Albert Mangelsdorff, Emil Mangelsdorff, Hans Koller, Helmut Brandt, Rolf Kühn, Gerry Weinkopf, Inge Brandenburg, 1963). Von 1962 bis 1966 übertrug die Sendung auch Konzerte des American Folk Blues Festivals; als 38. Folge wurde 1965 der Film Jazz aus Polen (Regie: Janusz Majewski) gezeigt, in dem unter anderem die Gruppen von Krzysztof Komeda, Zbigniew Namysłowski und Andrzej Trzaskowski vorgestellt wurden. Wiederholt werden die Sendungen in der SWR-Reihe Jazz Masters.